# Психофізіологія
Психофізіологія – галузь психології, яка пов'язана з фізіологічними основами психологічних процесів.
Психофізіологія — (грец. psyche – душа, physis – природа,  logos – слово. вчення) – наукова дисципліна, що виникла на стику психології й фізіології, предметом її вивчення є фізіологічні основи психічної діяльності й поведінки людини.
Психофізіологія включає три відносно самостійні частини:
1. Загальна психофізіологія вивчає фізіологічні основи пізнавальних процесів (когнітивна психофізіологія), емоційно~потребової сфери людини і функціональних станів.
2. Вікова - онтогенетичні зміни фізіологічних основ психічної діяльності людини.
3. Диференційна - природно-наукові основи і передумови індивідуальних відмінностей у психіці і поведінці людини[2].

Предмет психофізіології - психофізіологічні  механізмів життєдіяльності, поведінки, розвитку, навчання та праці людини
Завдання психофізіології - дослідження фізіологічних механізмів психічних процесів, станів і поведінки на системному, нейронному, синаптичному і молекулярному рівнях.

### Сучасні уявлення про співвідношення психічного і фізіологічного
Психофізіологічна проблема — це проблема характеру співвідношення психічної діяльності людини та діяльності головного мозку. Сучасні варіанти вирішення:
1. Психічне тотожне фізіологічному (фізіологічна діяльність мозку). На даний час ця точка зору формулюється як тотожність психічного не будь-якій фізіологічній діяльності, а лише процесам вищої нервової діяльності. Тут психічне виступає як особлива сторона, якість фізіологічних процесів мозку чи процесів вищої нервової діяльності.
2. Психічне - це особливий (вищий) рівень або вид нервових процесів, який володіє якостями, не характерними всім іншим рівням в нервовій системі, в тому числі процесам вищої нервової діяльності. Психічне- це такі особливі (психонервові) процеси, які пов'язані з відображенням об'єктивної реальності та відрізняються суб'єктивним компонентом (наявністю внутрішніх образів та їх переживанням).
3. Психічне, хоча й обумовлено фізіологічною (вищою нервовою) діяльністю мозку, тим не менше не тотожне їй. Психічне не зводиться до фізіологічного як ідеальне до матеріального, як соціальне до біологічного[4].

Жодне з приведених рішень не отримало загального визнання, і робота в цьому напрямі триває. Найбільш суттєві зміни в логіці аналізу проблеми "мозок — психіка" спричинило впровадження в психофізіологію системного підходу.

### Сучасна психофізіологія розглядає такі проблеми
- проблема аналізу реакцій як складних біологічно доцільних комплексів;
- проблема індивідуальних відмінностей;
- проблема міжпівкулевої взаємодії;
- проблема пошуку нейронного коду думки[4].

Зазначені проблеми, пов'язані з пізнанням людини, яка являє собою складну систему.

## Історія розвитку
В 1960-ті й 1970-ті роки психофізіологія охоплювала широке поле досліджень, наразі вона стала досить спеціалізованою, і має розгалуження, такі як соціальна психофізіологія, серцево-судинна психофізіологія, когнітивна психофізіологія та когнітивна нейронаука.

### Книги
- Психофізіологія: Навч. посіб. / В. О. Кабашнюк , В. К. Гаврилькевич. – Львів: Новий Світ - 2000, 2006. – 200 c.
- Кокун О.М. Психофізіологія. Навчальний посібник. - Київ: Центр навчальної літератури, 2006. - 184 с. ISBN 966-364-254-8.

### Журнали
- Psychophysiology
- International Journal of Psychophysiology
- Journal of Psychophysiology
- Applied Psychophysiology Biofeedback